# Claire Sinclair

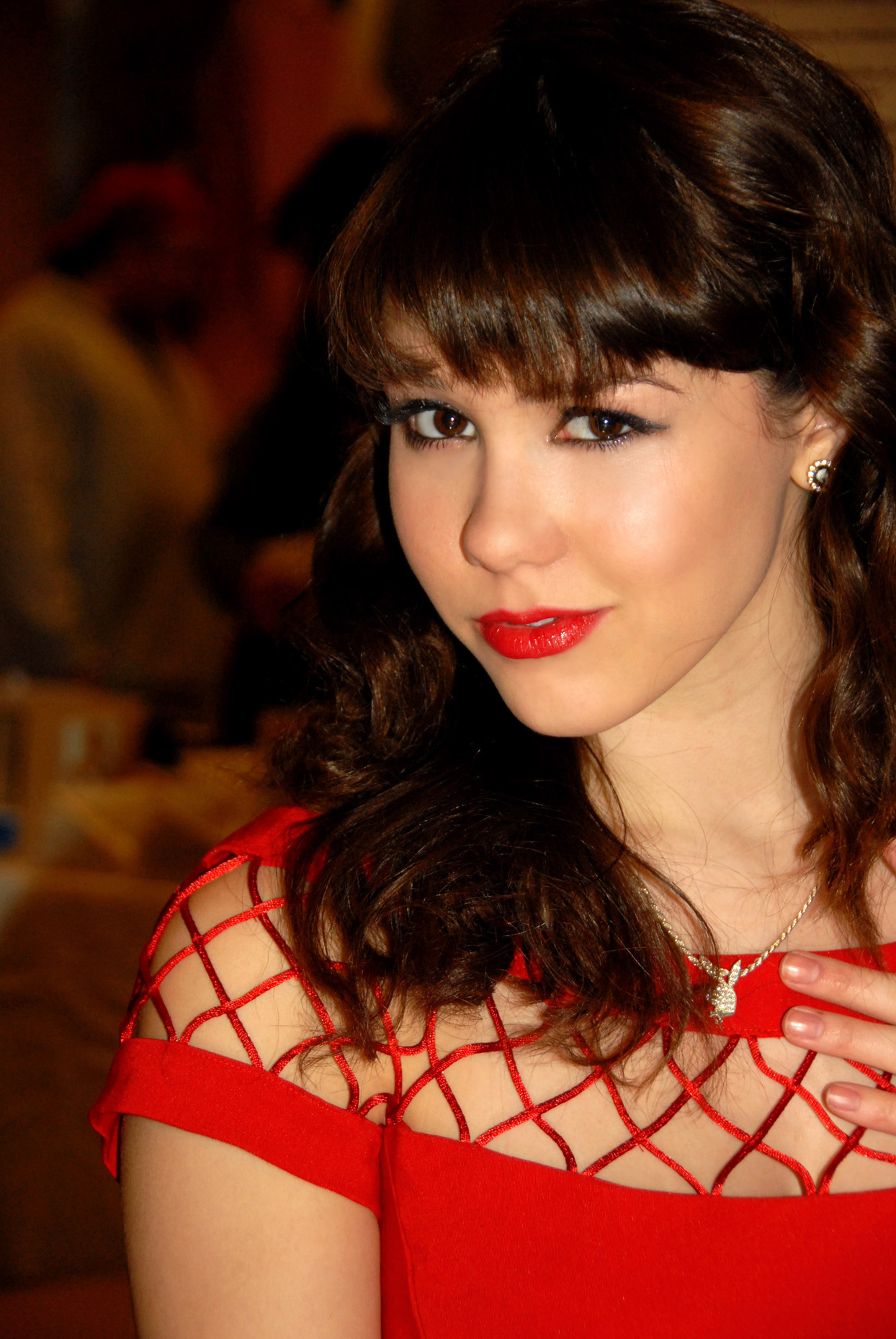
Claire Sinclair (2010)

Claire Sinclair (* 25. Mai 1991 in Los Angeles, Kalifornien) ist ein US-amerikanisches Model, Schauspielerin und Playmate.

## Werdegang
Sinclair begann ihre Modelkarriere bereits als 14-Jährige, ihr erstes Nackt-Shooting hatte sie im Alter von 18 Jahren für Olivia de Berardinis. De Berandinis stellte Sinclair Playboy-Gründer Hugh Hefner vor, der sie schließlich in die Playboy Mansion und später zu einem Playboy-Shooting einlud. Sie erschien 2010 als Playmate des Monats in der Oktober-Ausgabe des amerikanischen Playboys, 2011 wurde sie zum Playmate des Jahres gewählt. Sinclair hatte Gastauftritte in den Fernsehserien Holly's World und The Girls of the Playboy Mansion. 2010 war sie unter anderem neben Crystal Harris, Jayde Nicole und Anna Sophia Berglund im Backdoor-Pilot The Girls Next Door: The Bunny House zu sehen.
Seit 2012 ist Claire Sinclair auch als Schauspielerin tätig, außerdem war sie in der Burlesque-Show „Crazy Horse Paris“ des Casinos MGM Grand zu sehen und stand für die Show „Pin Up“ auf der Bühne, die ebenfalls in Las Vegas aufgeführt wird.

## Filmografie
Als Schauspielerin
- 2012: K-11
- 2017: Lost Angelas

Als sie selbst
- 2010: The Girls of the Playboy Mansion (Doku-Soap, 1 Episode)
- 2010: The Girls Next Door: The Bunny House  (Backdoor-Pilot)
- 2010: Actors Entertainment (Talk-Show, 1 Episode)
- 2011: Playboy's Beach House (Musiksendung, 1 Episode)
- 2011: Holly's World (Doku-Soap, 8 Episoden)
- 2013: Holly Has a Baby (Fernsehfilm)
- 2017: Bikini Bar Maid (Fernsehserie)

## Persönliches
Sinclair ist die Tochter eines Italieners, außerdem hat sie irische, australische, spanische und französische Wurzeln. Bis 2009 besuchte Sinclair die Woodrow Wilson High School in Los Angeles. Ihre Schwester Angela Marie ist ebenfalls ein Playboy-Model und war 2010 im „Playboy Cyber Club“ zu sehen.
Von 2010 bis 2012 war Sinclair mit Hugh Hefners Sohn Marston Hefner liiert. 2012 gab Sinclair das Ende der Beziehung bekannt. Der Grund für die Trennung waren Handgreiflichkeiten und häusliche Gewalt von Seiten Hefners. Sinclair erwirkte zunächst eine einstweilige Verfügung, später wurde Hefner zu einer Teilnahme an einem 52-wöchigen Programm gegen häusliche Gewalt verurteilt.